# Zack Baun

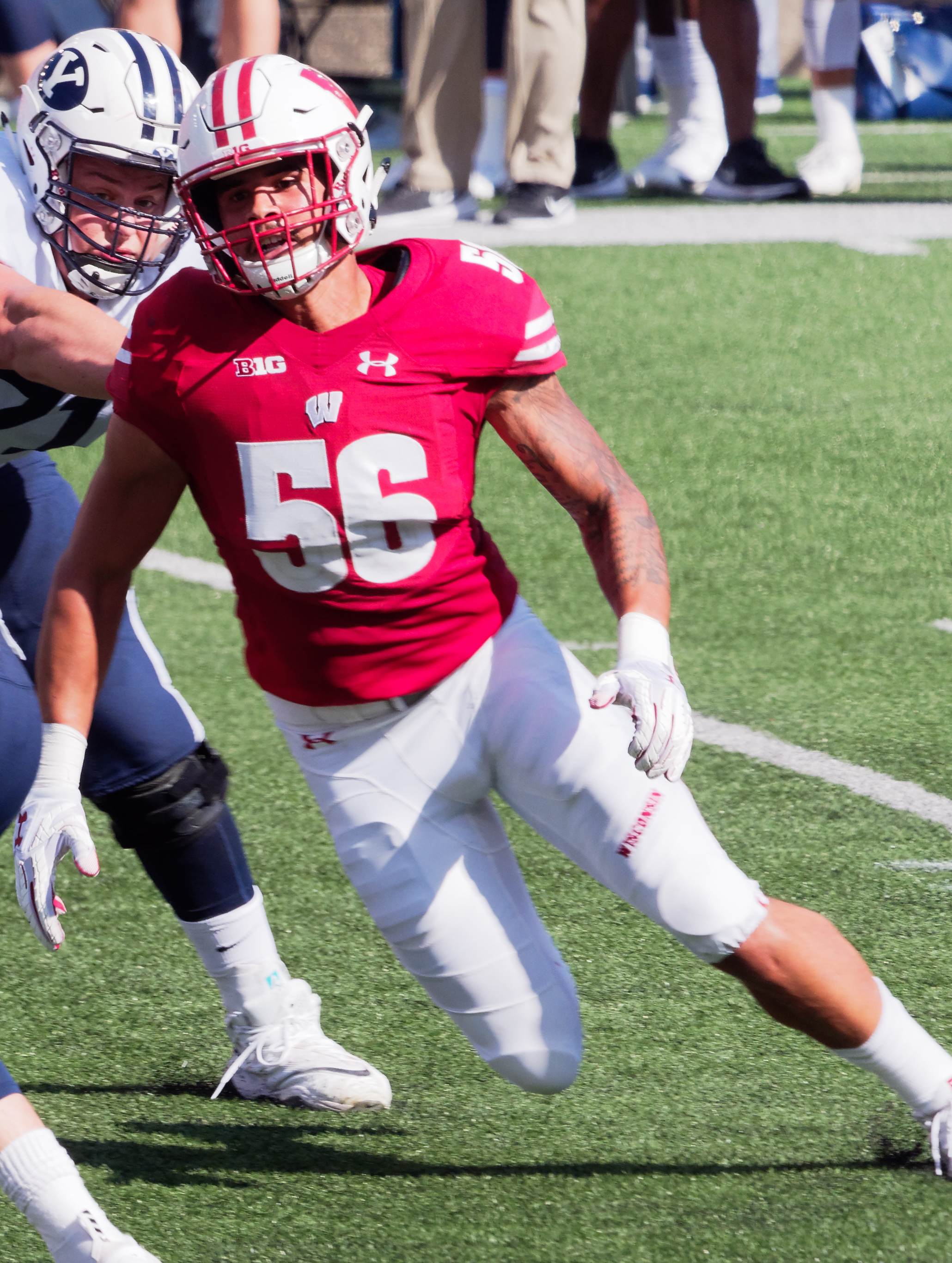
Zack Baun en 2018

Zack Baun es un linebacker externo de fútbol americano que juega para los Philadelphia Eagles de la National Football League (NFL). Jugó fútbol americano universitario en Wisconsin y fue seleccionado 74.º en general por los Saints en el Draft 2020 de la NFL.  

## Primeros años y escuela secundaria
Baun creció en West Bend, Wisconsin e inicialmente asistió a la escuela: West Bend East High School . Su familia se mudó a Brown Deer, Wisconsin, después de su segundo año y se trasladó a Brown Deer High School, donde jugó a baloncesto, fútbol y corrió atletismo. Baun pasó de ser receptor abierto en West Bend a mariscal de campo y apoyador en Brown Deer. En su último año, Baun fue nombrado Jugador Ofensivo Estatal del Año de la Asociación de Entrenadores de Fútbol de Wisconsin (WFCA) y también fue nombrado Dave Krieg State Quarterback of the Year después de pasar 1,936 yardas y 20 touchdowns y correr para 1,837 yardas y un líder estatal 39 touchdowns. Baun se comprometió a jugar fútbol americano universitario en Wisconsin con la intención de vestirse de gris en su primer año. En baloncesto, Baun fue titular del equipo del Campeonato Estatal WIAA División II 2013 de Brown Deer y en atletismo,se colocó en el campeonato estatal de pista de la División II en los tramos de 100 metros y 200 metros.

## Carrera universitaria
Baun se quedó fuera durante su temporada de primer año después de romperse el pie izquierdo al comenzar la temporada. Apareció en 12 juegos como estudiante de primer año con la camiseta roja, haciendo 15 tacleadas (3.5 por pérdida) con un balón suelto forzado. Baun se perdió la totalidad de su segunda temporada con la camiseta roja después de volver a lesionarse el pie izquierdo durante las prácticas de primavera. Baun fue nombrado titular en el linebacker externo por los Badgers que entraron en su temporada júnior de camiseta roja y terminó la temporada como el tercer tacleador líder del equipo con 63 paradas (7.5 por pérdida) con 2.5 capturas, 3 rupturas de pases, una intercepción] y un recuperación de balón suelto.
Baun ingresó a su temporada sénior de camiseta roja en la lista de observación para el Premio Butkus y fue votado para ser capitán del equipo. The Associated Press y Sporting News lo nombraron All-American de mitad de temporada después de liderar a los Badgers en capturas (6), tacleadas para pérdida (10.5) y balones sueltos forzados (2) durante los primeros seis juegos de la temporada. Baun terminó la temporada con 76 tacleadas, 19.5 tacleadas para pérdida y 12.5 capturas y fue nombrado primer equipo All-Big Ten y primer equipo All-American por la Football Writers Association of America y la Walter Camp Football Foundation .

## Carrera profesional
Baun fue seleccionado con la selección 74 en el Draft de la NFL 2020 por los New Orleans Saints . 
Baun